# Blivende tand
En blivende tand er hos mennesket en tand i det andet (og sidste) tandsæt, der fremkommer efter mælketænderne.
Det blivende tandsæt bryder frem fra barnet er ca. 6 år gammelt (varierer fra 5 til 8 år) og afsluttes med 12-årstænderne, der kommer når barnet er ca. 12 år gammelt (varierer fra 9 til 15 år). Desuden kommer der ofte 1-4 visdomstænder, hvis frembrudstidspunkt er meget varierende. Visdomstænderne er også en del af det blivende tandsæt, men det er meget forskelligt om man får nogen, og i givet fald hvor mange og hvornår man får dem.
I alt kan det blivende tandsæt indeholde op til 32 tænder, hvis man får alle sine fire visdomstænder.
Nogle gange kan det ske at en blivende tand kommer på et forkert tidspunkt så den skubber andre tænder, så en af de sidste skubbede tænder sidder forkert.